# 美女街道
美女街道（びじょかいどう）は、岐阜県高山市内の中心市街地から久々野町へ至る国道361号の一部区間（高山市江名子町 - 同市久々野町大西）の愛称。美女峠に近い事もあり、代替道路としての意味合いからこの名がつけられた。事業当初は岐阜県営ふるさと農道緊急整備事業によるふるさと農道であった。

## 概要

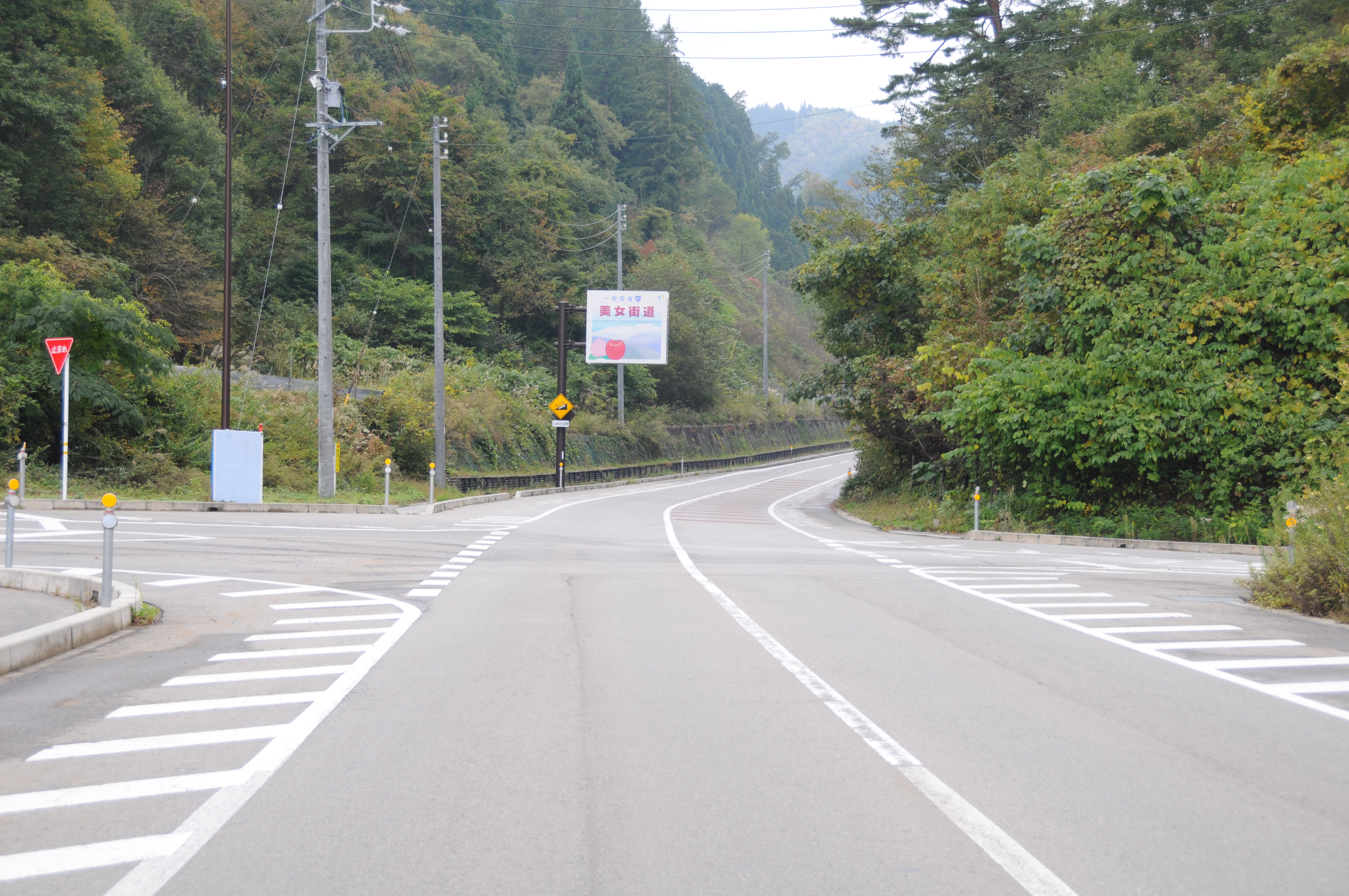
美女街道（高山市江名子町側）

- 1994年度に事業開始。久々野町東部、朝日町から高山市中心部への農作物運搬、旧国道361号である美女峠の冬期閉鎖期間の代替道路としての役割を目的に整備された。
- 事業費は157億円。
- 接続道路となる岐阜県道462号岩井高山停車場線は事業完成後しばらくは高山南部農免農道を横切り、農免農道からさらに数10m進んだところまで伸びており、そこが当ふるさと農道の高山市街地側接続点であった。
- その後国道361号への変更がなされ、美女峠区間の降格と共に、国道361号のルートへと完全に組み込まれた。これにより当初の「農道」としての事業目的の他に国道としての役割も担う事になった。